# Castro de Baronha

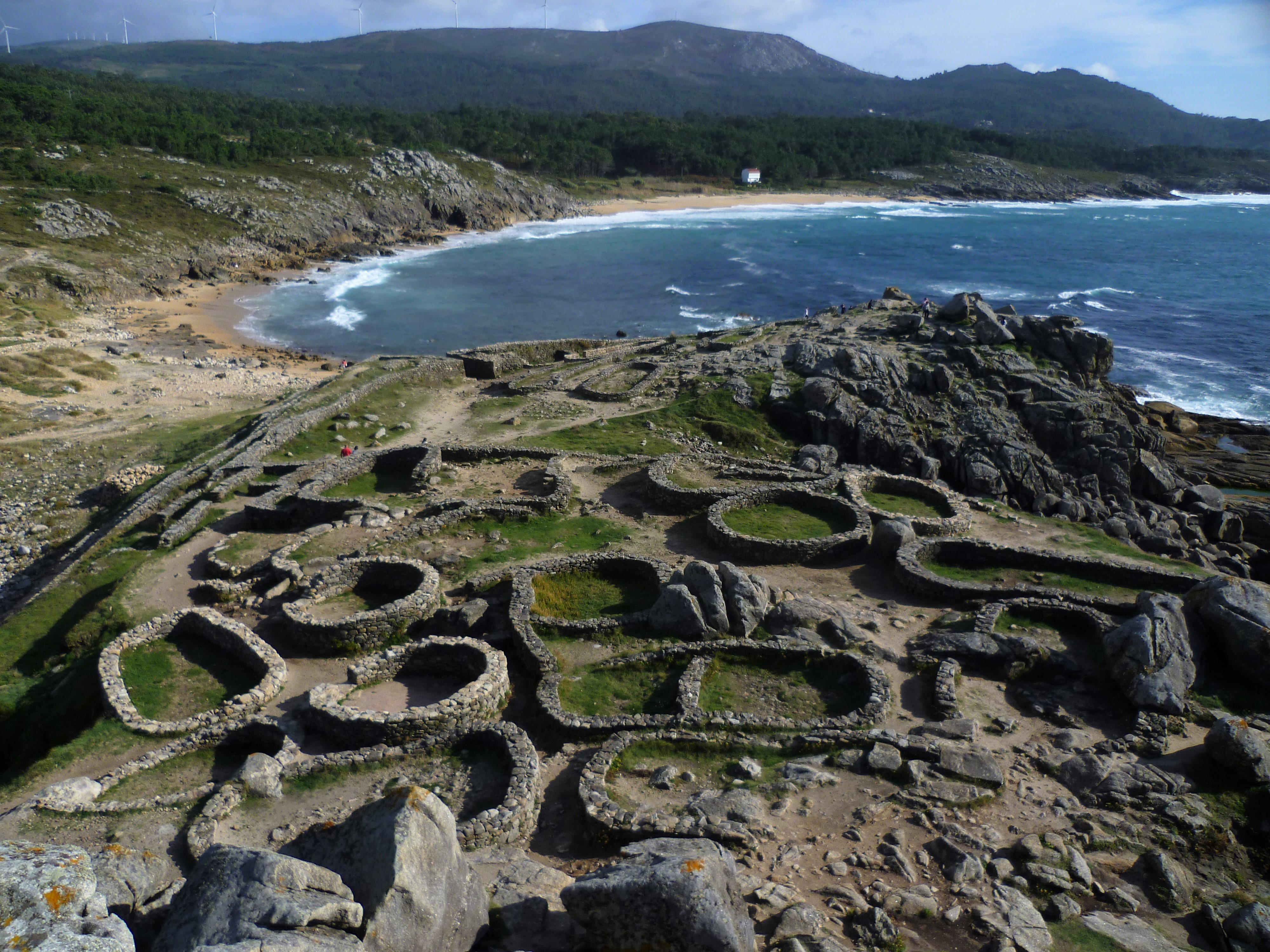
Castro de Baronha

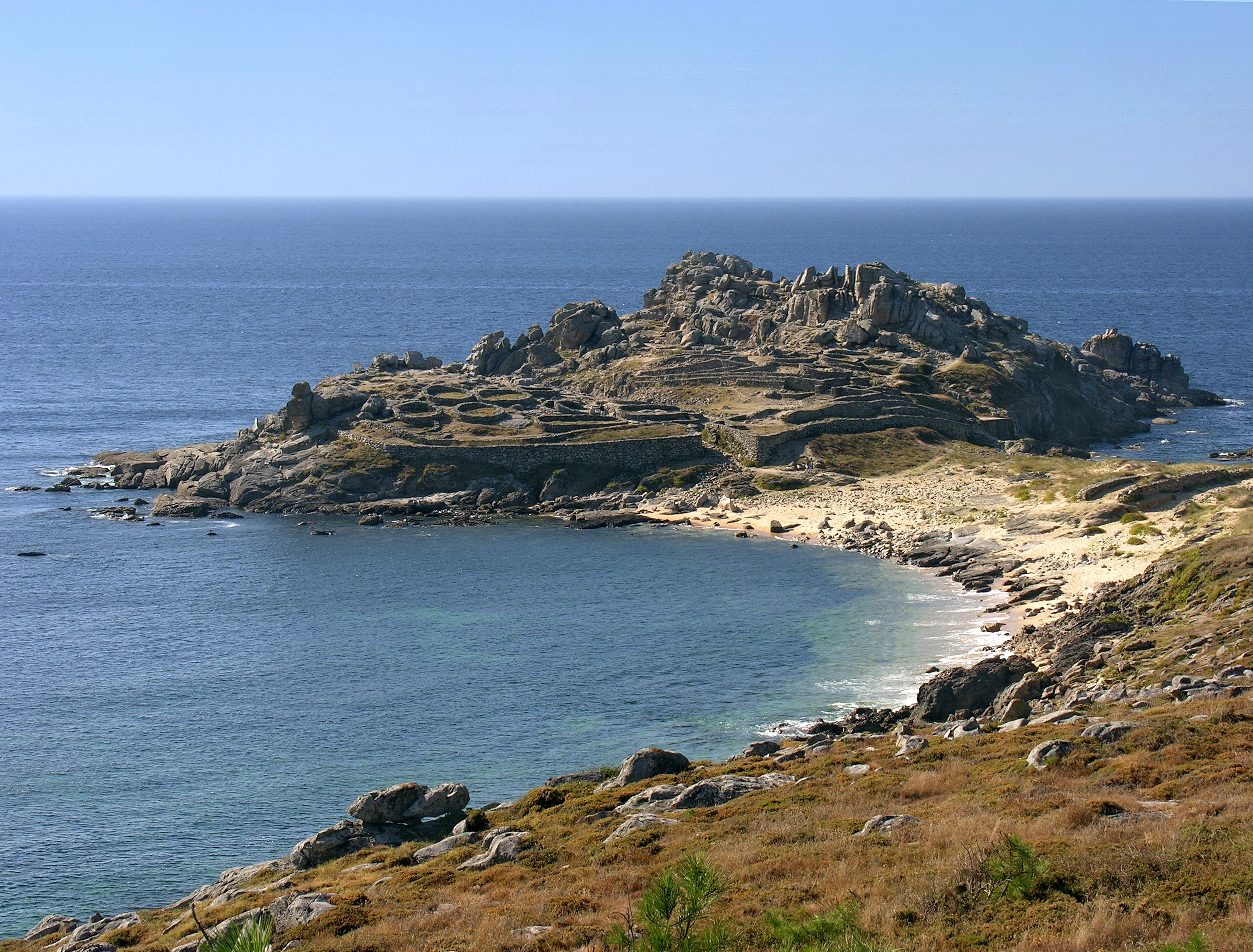
Vista geral

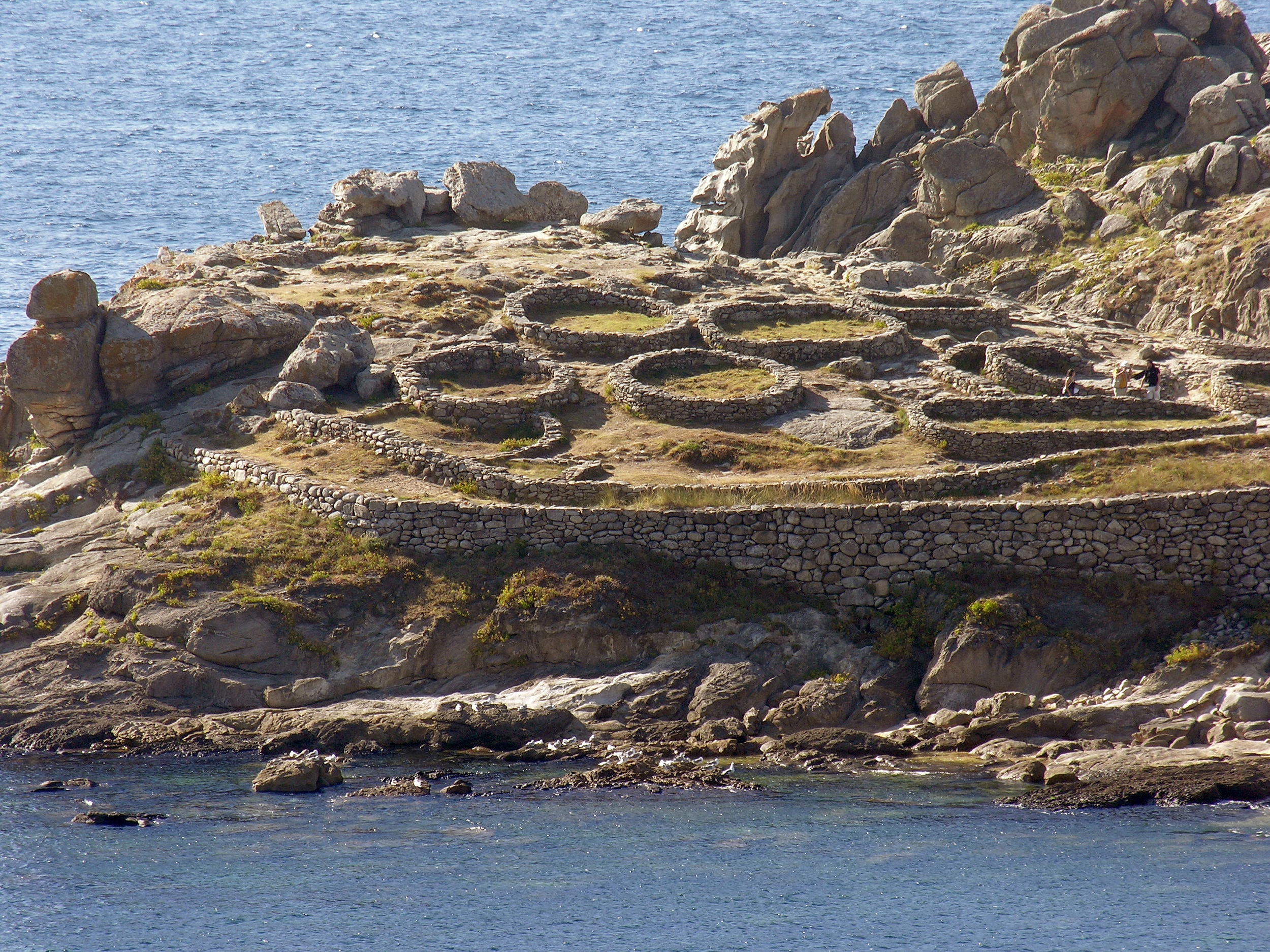
Castro de Baronha

O Castro de Baronha está situado na paróquia de Baronha, no concelho de Porto do Son, Corunha, Galiza. O assentamento está construído numa península, situando-se a sua ocupação entre o século I a.C. e o I d.C..

## Descrição
Possuía duas muralhas ao seu redor e conservam-se 20 vivendas circulares ou alongadas.
No istmo que une o povoado ao castro escavou-se um fosso de quatro metros de largura e três de profundidade que constitui a primeira linha de defesa. Continuando, há uma muralha consistente em dois muros de alvenaria quase paralelos com recheio de areia e pedras. Pensa-se que originariamente continuava até conectar com a muralha do povoado, criando um espaço provavelmente não ocupado com casas.
A muralha principal, bem conservada, conta com dois planos. Um deles, à direita, consiste em três muros que sobem graduados e o da esquerda é semelhante ao do istmo. Pela direita da abertura de entrada houve um cubo defensivo e os muros estreitam-se, pelo que se supõe que se fechava com uma porta que não deixaria passar os carros. Possivelmente, a muralha rodeava o castro quase completamente.
A entrada ao interior consiste numa rampa. A zona habitada estrutura-se em quatro áreas. Na primeira, à esquerda, há uma construção na que haveria um banco corrido ou, segundo outra interpretação, um simples alicerce. Nela acoplaram uma lareira, um furo para um poste e vários tijolos de barro. Poderia ser uma forja. Frente à porta da muralha há outras construções ovais com vestíbulo e outra que também pode ter sido outra forja.
O setor seguinte está separado por um muro, que talvez serviria para conter a terra, e passa-se por ele subindo escadas, as melhor conservadas dos castros galegos. Distinguem-se um "bairro" de casas que delimita uma "praça" protegida do vento.
Uma trilha leva ao setor mais alto do povoado, onde também há construções.
O povoado devia ser auto-suficiente. Dentro do castro não há água, nem mananciais nem algibes, pelo que devia ser preciso ir procurar no exterior. Pensa-se que a alimentação tinha como principal fonte o mar: mexilhões, caramujos e peixes; também se consumiam bovinos, cabras e ovelhas.
Há restos de metalurgia (fornos), trabalho em pedra e de tecelagem ("fusaiolas").

## Escavações arqueológicas
O Castro de Baronha foi escavado pela primeira vez em 1933 por Sebastián González-García. As seguintes campanhas arqueológicas foram as de J. M. Luengo (1969-1970), Francisco Calo Lourido e Teresa Soeiro (1980 a 1984), Francisco Calo em 1985 e Ángel Concheiro em 1984, que o consolidou.